# Маршинецька сільська рада
Маршине́цька сільська́ ра́да — адміністративно-територіальна одиниця та орган місцевого самоврядування в Новоселицькому районі Чернівецької області. Адміністративний центр — село Маршинці.

## Загальні відомості
- Населення ради: 5 353 особи (станом на 2001 рік)

## Населені пункти
Сільській раді підпорядковані населені пункти:
- с. Маршинці

## Склад ради
Рада складалася з 30 депутатів та голови.
- Голова ради: Нікітович Георгій Іванович
- Секретар ради: Арсеній Тетяна Вікторівна

### Керівний склад попередніх скликань
| Прізвище, ім'я, по батькові | Основні відомості                                                     | Дата обрання | Дата звільнення |
| --------------------------- | --------------------------------------------------------------------- | ------------ | --------------- |
| Унгурян Василь Петрович     | Сільський голова, 1946 року народження, безпартійний                  | 26.03.2006   | 31.10.2010      |
| Кирил Віталій Георгійович   | Сільський голова, 1971 року народження, освіта середня , безпартійний | 31.10.2010   |                 |

Примітка: таблиця складена за даними сайту Верховної Ради України

### Депутати
За результатами місцевих виборів 2010 року депутатами ради стали:

#### За суб'єктами висування
| Суб'єкт висування | Кількість обраних депутатів | %   |
| ----------------- | --------------------------- | --- |
| Самовисування     | 30                          | 100 |

#### За округами
| № округу | Прізвище, ім'я, по батькові        | Дата визнання обраним | Освіта             | Партійна приналежність | Відомості про обраного депутата                           |
| -------- | ---------------------------------- | --------------------- | ------------------ | ---------------------- | --------------------------------------------------------- |
| 1        | Раца Валентин Іванович             | 04.11.2010            | вища               | позапартійний          | тимчасово не працює                                       |
| 2        | Албулеса Адім Васильович           | 04.11.2010            | вища               | позапартійний          | тимчасово не працює                                       |
| 3        | Гушила Траян Васильович            | 04.11.2010            | вища               | член Партії регіонів   | ДЮСШ «Колос», директор                                    |
| 4        | Саука Микола Георгійович           | 04.11.2010            | середня            | позапартійний          | тимчасово не працює                                       |
| 5        | Нікітович Василь Олексійович       | 04.11.2010            | середня            | позапартійний          | ЧФ ВАТ «Укртелеком»                                       |
| 6        | Бринзила Роман Миколайович         | 04.11.2010            | вища               | позапартійний          | Управління з питань внутрішньої політики Чернівецької ОДА |
| 7        | Кіріл Михайло Георгійович          | 04.11.2010            | середня            | позапартійний          | приватний підприємець                                     |
| 8        | Єфтемій Діана Георгіївна           | 04.11.2010            | вища               | позапартійна           | Маршинецька сільська рада, діловод                        |
| 9        | Єфтемій В'ячеслав Георгійович      | 04.11.2010            | вища               | позапартійний          | Маршинецький НВК, директор                                |
| 10       | Агратіна Віктор Михайлович         | 04.11.2010            | середня спеціальна | позапартійний          | Новоселицьке ВУЖКГ, начальник                             |
| 11       | Кіріл Крістіна Георгіївна          | 04.11.2010            | вища               | позапартійна           | Новоселицький РВ УМВС, ст. слідчий                        |
| 12       | Ротар Іван Миколайович             | 04.11.2010            | вища               | позапартійний          | ЧФ ВАТ «Укртелеком»                                       |
| 13       | Бойку Анатолій Дмитрович           | 04.11.2010            | середня            | позапартійний          | приватний підприємець                                     |
| 14       | Чевка Геннадій Дмитрович           | 04.11.2010            | середня            | позапартійний          | Магазин «Господар»                                        |
| 15       | Албулеса Ігор Георгійович          | 04.11.2010            | середня            | позапартійний          | приватний підприємець                                     |
| 16       | Кіріл Марин Георгійович            | 04.11.2010            | середня            | позапартійний          | тимчасово не працює                                       |
| 17       | Кішкан Анжела Олексіївна           | 04.11.2010            | вища               | позапартійна           | приватний підприємець                                     |
| 18       | Добривченко Анатолій Володимирович | 04.11.2010            | середня            | позапартійний          | тимчасово не працює                                       |
| 19       | Галак Юрій Андрійович              | 04.11.2010            | середня            | позапартійний          | приватний підприємець                                     |
| 20       | Лупу Олексій Георгійович           | 04.11.2010            | середня спеціальна | позапартійний          | Новоселицька районна рада, головний спеціаліст            |
| 21       | Бринзила Георгій Олексійович       | 04.11.2010            | середня спеціальна | позапартійний          | приватний підприємець                                     |
| 22       | Сурду Євген Борисович              | 04.11.2010            | вища               | позапартійний          | Новоселицьке БТІ, реєстратор                              |
| 23       | Гульпак Анатолій Володимирович     | 04.11.2010            | середня спеціальна | позапартійний          | приватний підприємець                                     |
| 24       | Лупу Дорин Дмитрович               | 04.11.2010            | середня спеціальна | позапартійний          | ЧФ ДП «Нафтогазмережі», інспектор                         |
| 25       | Минзату Олексій Петрович           | 04.11.2010            | середня            | позапартійний          | приватний підприємець                                     |
| 26       | Галак Соломія Олексіївна           | 04.11.2010            | середня            | позапартійна           | Маршинецька сільська рада, головний бухгалтер             |
| 27       | Гузун Анатолій Васильович          | 04.11.2010            | середня спеціальна | позапартійний          | тимчасово не працює                                       |
| 28       | Штефанеса Інна Анатоліївна         | 04.11.2010            | вища               | позапартійна           | ТОВ «Боянівка», адміністратор                             |
| 29       | Арсеній Тетяна Вікторівна          | 04.11.2010            | вища               | позапартійна           | тимчасово не працює                                       |
| 30       | Кіріл Іван Васильович              | 04.11.2010            | середня            | позапартійний          | приватний підприємець                                     |